# Vrij Borsbeek
Vrij Borsbeek (VB, later VrijBo) was een Belgische lokale politieke partij te Borsbeek.

## Geschiedenis
Deze VU-scheurlijst kwam een eerste maal op bij de gemeenteraadsverkiezingen van 1976. Lijsttrekker was uittredend gemeenteraadslid Frans Neyens, lijstduwer was schepen Piet Van Rossem. Vrij Borsbeek overtuigde die stembusgang 11,8% van de kiezers, goed voor een zetel in de gemeenteraad. Verkozene was Neyens. Bij de stembusgang van 1982 was Neyens opnieuw lijsttrekker. De partij overtuigde ditmaal 15,46% van de kiezers, goed voor twee raadsleden. Verkozenen waren Frans Neyens en Julien Siemons.
Lijsttrekker bij de lokale verkiezingen van 1988 was wederom Neyens. Deze stembusgang behaalde de partij 16,13% van de stemmen, goed voor drie zetels. Verkozenen waren Frans Neyens, Julien Siemons en Leen Dreesen.  In oktober 1989 liet Julien Siemons weten de VrijBo-fractie te verlaten en vanaf dan te zetelen als onafhankelijke. Vier jaar later (maart 1994) sloot hij aan bij VLD. Eveneens tijdens deze legislatuur (omstreeks 1989) werd VrijBo omgevormd tot een lokale afdeling van Agalev.